# Augusto Samuel Boyd
Augusto Samuel Boyd, né le 1er août 1879 à Panama et mort le 17 juin 1957 dans la même ville, est un homme politique panaméen. Il est président du Panama du 18 décembre 1939 au 1er octobre 1940.